# Vlasača milava
Vlasača milava (kopnena šašuljica, trstikasta šašuljica, careve mačke rep, lat. Calamagrostis epigejos), vrsta čupave rizomatozne trajnice iz roda šašuljica, porodica travovki. Raširena je po gotovo cijeloj Euroaziji i dijelovima Afrike.. Raste i u Hrvatskoj. Uvezena je u Australiju i Sjevernu i Južnu Ameriku.
Javlja u vlažnim šumama, jarcima, močvarama, travnjacima, te na zaštićenim morskim liticama i pješčanim dinama; također kao kolonist umjetnih staništa poput starih kamenoloma, cesta i željezničkih nasipa. Obično raste na svjetlim pijescima ili glini.
Cvjetovi tvore guste i uske klasove duge 25-35 centimetara.

## Sinonimi
- Agrostis epigejos (L.) Raspail
- Agrostis umbrosa Pers. ex Trin.
- Arundo calamagrostis M.Bieb.
- Arundo epigejos L.
- Arundo intermedia C.C.Gmel.
- Athernotus epigejos (L.) Dulac
- Calamagrostis acrathera Peterm.
- Calamagrostis arenicola Fernald
- Calamagrostis chilensis Phil.
- Calamagrostis costei Sennen
- Calamagrostis epigea St.-Lag.
- Calamagrostis epigejos f. abbreviata (Peterm.) Soó
- Calamagrostis epigejos subsp. capensis (Stapf) Tzvelev
- Calamagrostis epigejos f. densiflora (Ledeb. ex Griseb.) Serb. & Beldie
- Calamagrostis georgica K.Koch
- Calamagrostis glomerata Boiss. & Buhse
- Calamagrostis huebneriana Rchb.
- Calamagrostis karataviensis P.A.Smirn.
- Calamagrostis koibalensis Reverd.
- Calamagrostis lanceolata Stokes
- Calamagrostis lenkoranensis Steud.
- Calamagrostis meinshausenii (Tzvelev) Vilyasoo
- Calamagrostis odessana Besser ex Andrz.
- Calamagrostis pseudoepigeios Honda
- Calamagrostis souliei Sennen
- Calamagrostis thyrsoidea K.Koch
- Calamagrostis vinealis Baumg. ex Steud.
- Deyeuxia epigejos (L.) Mabb.

- C. epigejos
- C. epigejos
- C. epigejos
- C. epigejos